# Rozivka, Șîroke
Rozivka (în ucraineană Розівка) este un sat în așezarea urbană Mîkolaiivka din raionul Șîroke, regiunea Dnipropetrovsk, Ucraina.

## Demografie
Componența lingvistică a localității Rozivka
     Ucraineană (93,05%)
     Rusă (4,28%)
     Română (1,07%)
Conform recensământului din 2001, majoritatea populației localității Rozivka era vorbitoare de ucraineană (93,05%), existând în minoritate și vorbitori de rusă (4,28%), armeană (1,07%) și română (1,07%).